# Odo Russell, 1. Baron Ampthill

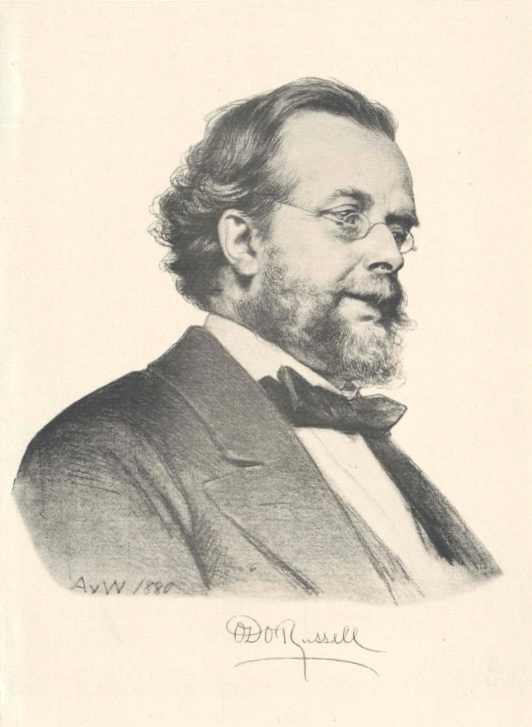
Odo Russell, Grafik von Anton von Werner (1880)

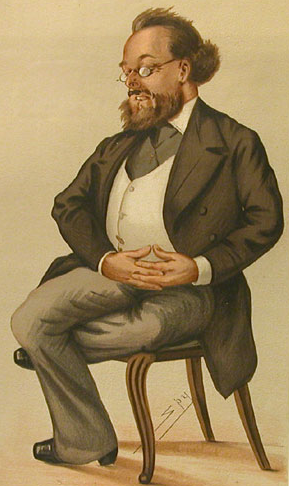
Odo Russell, 1. Baron Ampthill von Leslie Ward, 1877.

Odo William Leopold Russell, 1. Baron Ampthill GCB, GCMG, PC (* 20. Februar 1829 in Florenz; † 25. August 1884 in Potsdam) war ein britischer Adliger und Diplomat.

## Herkunft, Erziehung und Familie

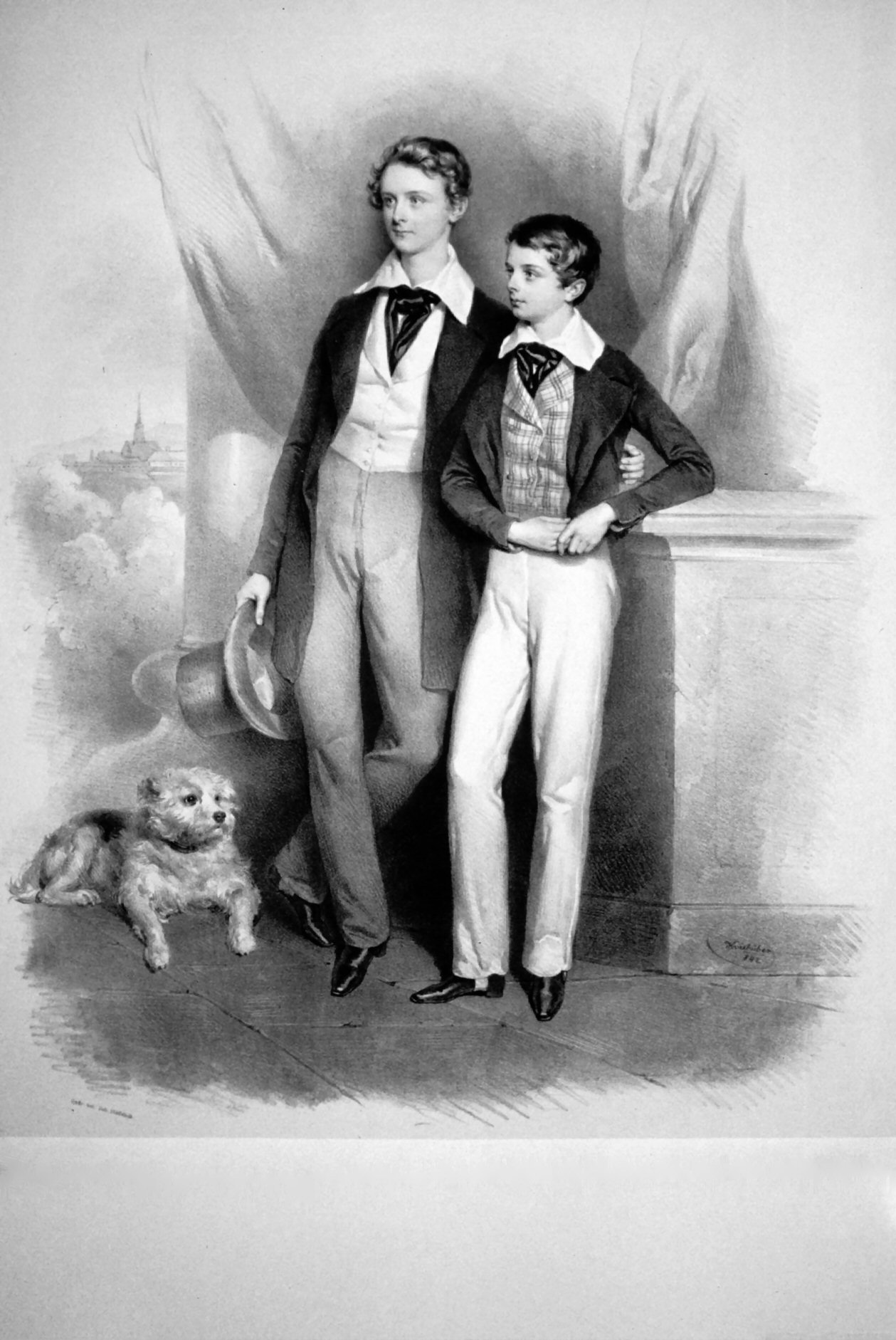
Odo (l.) und Arthur Russell, Lithographie von Josef Kriehuber, 1842

Odo Russell wurde 1829 als jüngster Sohn des Generalmajors William Russell in eine der führenden Whig/liberalen Familien des britischen Adels geboren. Sein Großvater war John Russell, 6. Duke of Bedford, sein Onkel der Premierminister John Russell.
Er war seit 1868 mit Emily Theresa Villiers verheiratet, mit der er sechs Kinder hatte. Sein ältester Sohn Arthur erbte seinen Titel.

## Diplomatische Laufbahn
Odo Russell betrat schon 1849 als Attaché der britischen Gesandtschaft in Wien die diplomatische Laufbahn. Im Jahr 1850 nach England zurückgekehrt, arbeitete er zunächst zwei Jahre im Auswärtigen Amt, war dann nacheinander bei den Gesandtschaften in Paris, Wien, Konstantinopel und Washington, D. C. tätig. Russell wurde 1858 zum Attaché der britischen Gesandtschaft in Florenz ernannt mit der Instruktion, das Vereinigte Königreich in offiziöser Stellung bei der päpstlichen Kurie zu vertreten, mit der die britische Regierung keine offiziellen Beziehungen unterhielt.
In Rom blieb er auch, nachdem er 1860 zum Gesandten im Königreich beider Sizilien befördert worden war. Im Jahr 1870 wurde er Unterstaatssekretär im Foreign and Commonwealth Office, begab sich dann für einige Monate als Vertreter Englands ins deutsche Hauptquartier in Versailles, um auf die Friedensverhandlungen mit Frankreich mildernd einzuwirken, was freilich erfolglos war. 1871 wurde er zum Botschafter am Berliner Hof ernannt.
1872 wurde er Mitglied des Privy Councils. Er verblieb mehrere Jahre auf seinem Posten in Berlin und vertrat Großbritannien als dritter Bevollmächtigter auf dem Berliner Kongress von 1878 – er trat dort u. a. für das im osmanischen Reich unterdrückte bulgarische Volk ein. Im Jahr 1881 wurde ihm aufgrund der Verdienste, die er in seiner langen diplomatischen Karriere erworben hatte, die Peerswürde verliehen mit dem Titel Baron Ampthill. Russell starb am 25. August 1884 in Potsdam.
Er war am Berliner Hof sehr beliebt und wirkte mit Erfolg für die Aufrechterhaltung eines freundschaftlichen Verhältnisses zwischen dem Deutschen Reich und England.
In der Nähe von Karlsbad ließ er neben einer romanischen Kirchenruine bei der St.-Leonhard-Restauration die St.-Leonhards-Kapelle errichten.